# Duque de Caxias
Duque de Caxias è un comune del Brasile nello Stato di Rio de Janeiro, parte della mesoregione Metropolitana di Rio de Janeiro e della microregione di Rio de Janeiro.
La città deve il suo nome a Luís Alves de Lima e Silva (1803-1880), Duca di Caxias (Duque de Caxias in portoghese), grande figura dell'esercito brasiliano nonché statista, avendo ricoperto per tre volte la carica di Presidente del Consiglio dei Ministri.
Il quartiere Jardim Gramacho di Duque de Caxias è stato il sito di una delle più grandi discariche del mondo, chiusa nel giugno del 2012 dopo 34 anni di attività.